# Šymbulak
Šymbulak (kazašsky Шымбұлақ, rusky Чимбулак) je vysokohorské středisko nacházející se asi 25 km od Almaty.
V Almaty proběhly Zimní asijské hry v roce 2011 a uvažovalo se o nabídce uspořádat Zimní olympijské hry 2018, nabídka nakonec podána nebyla.

## Galerie

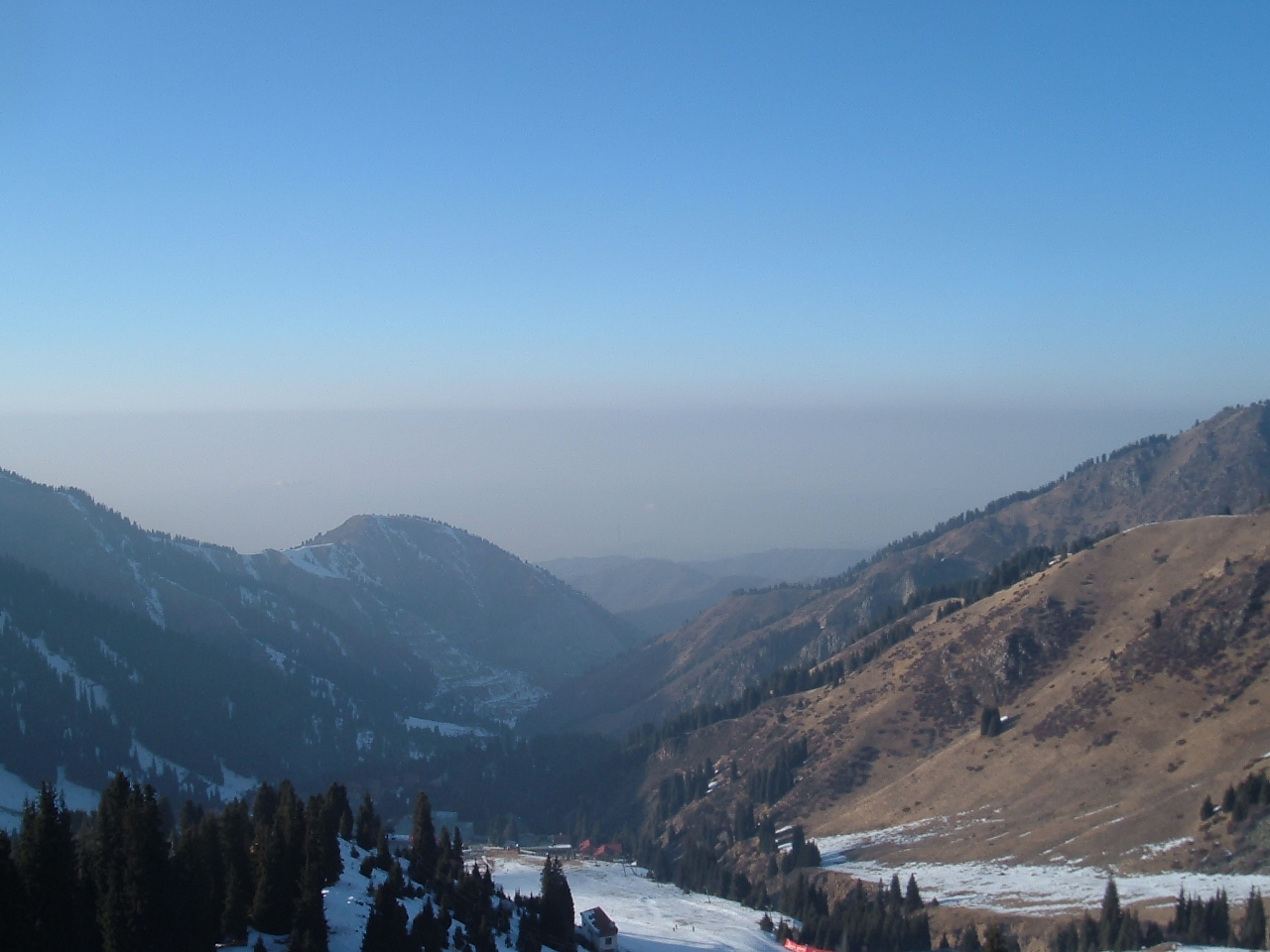
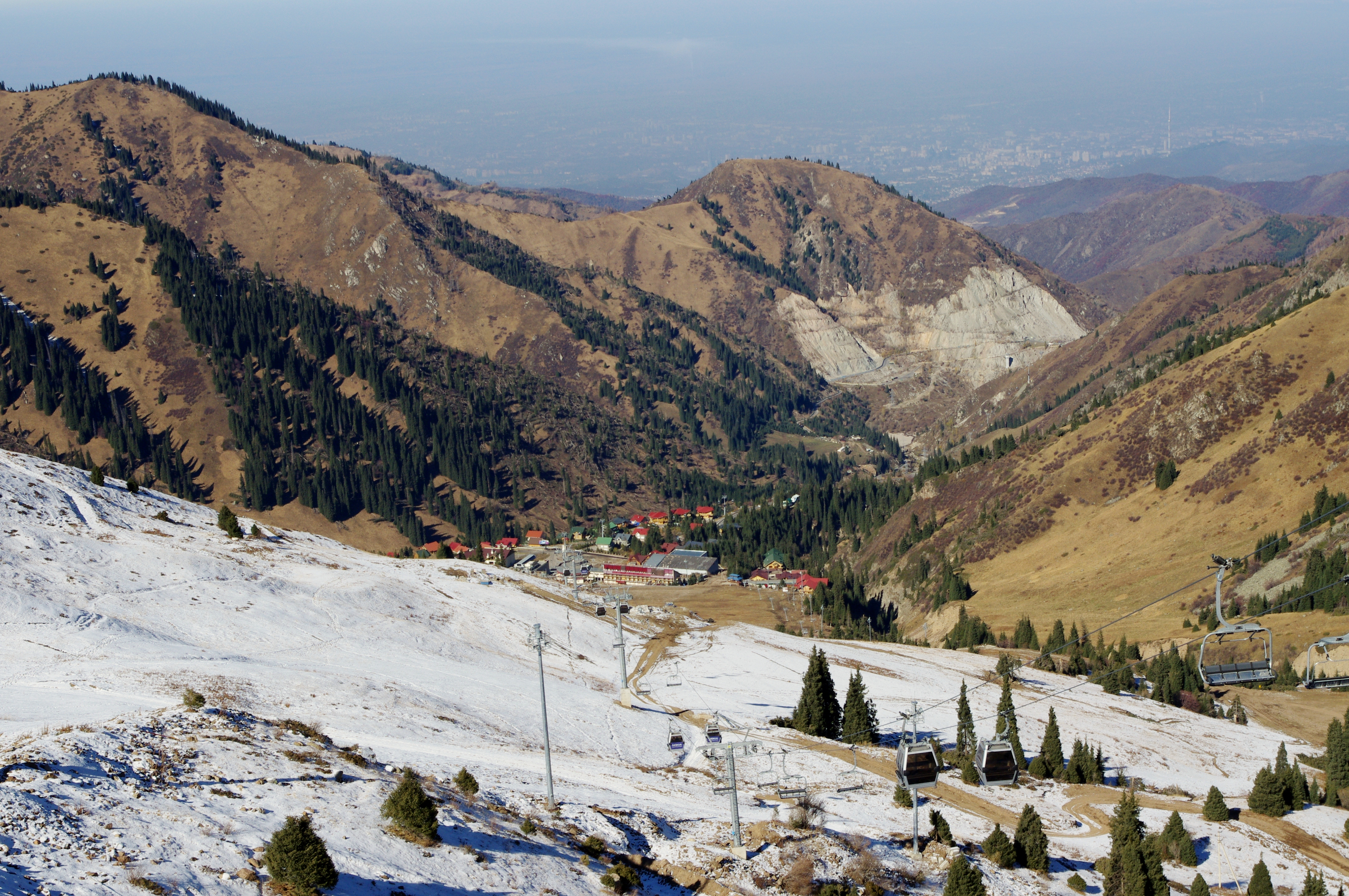
Pohled na Almaty
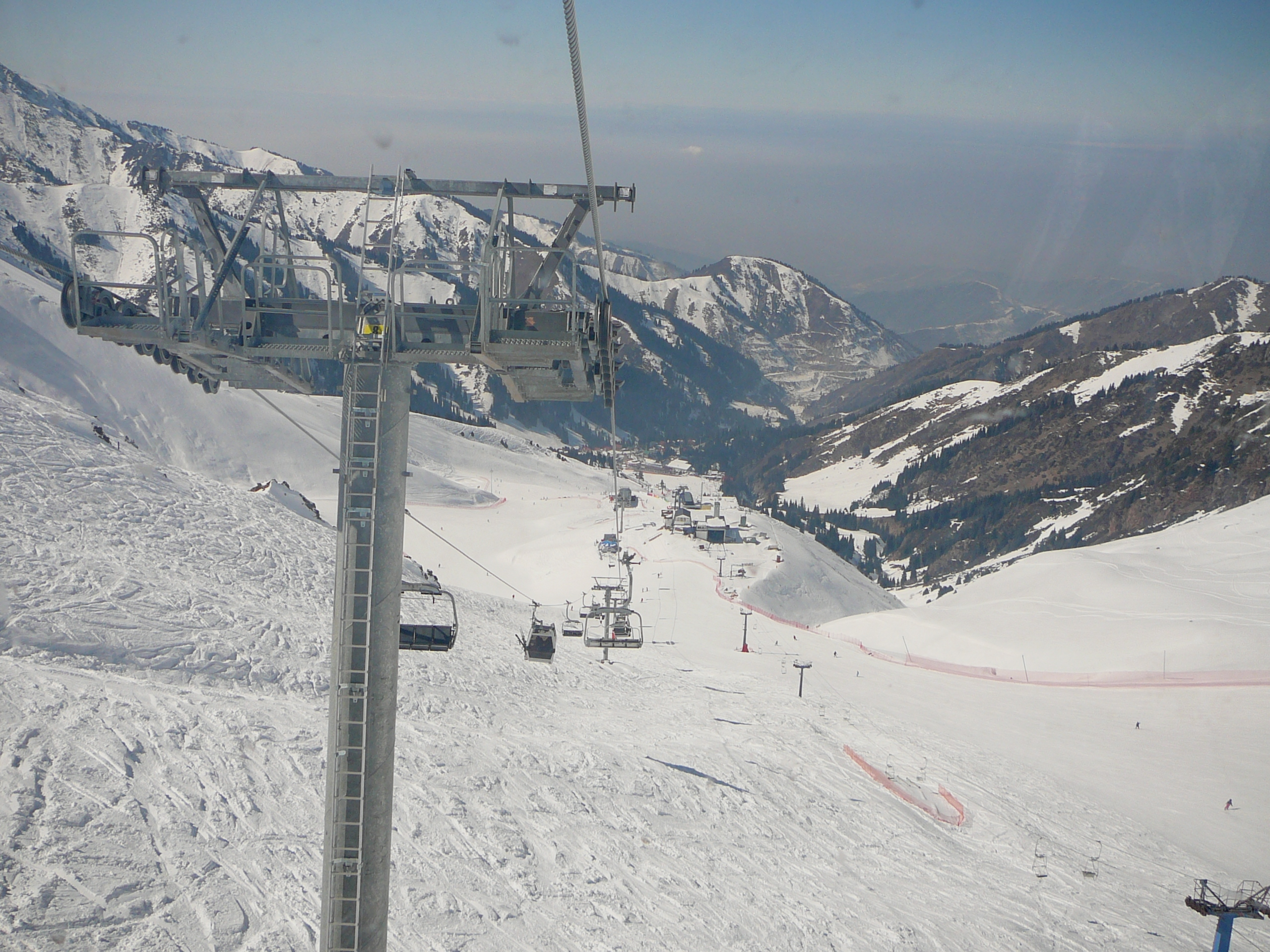
Pohled z kabinky na sjezdovku
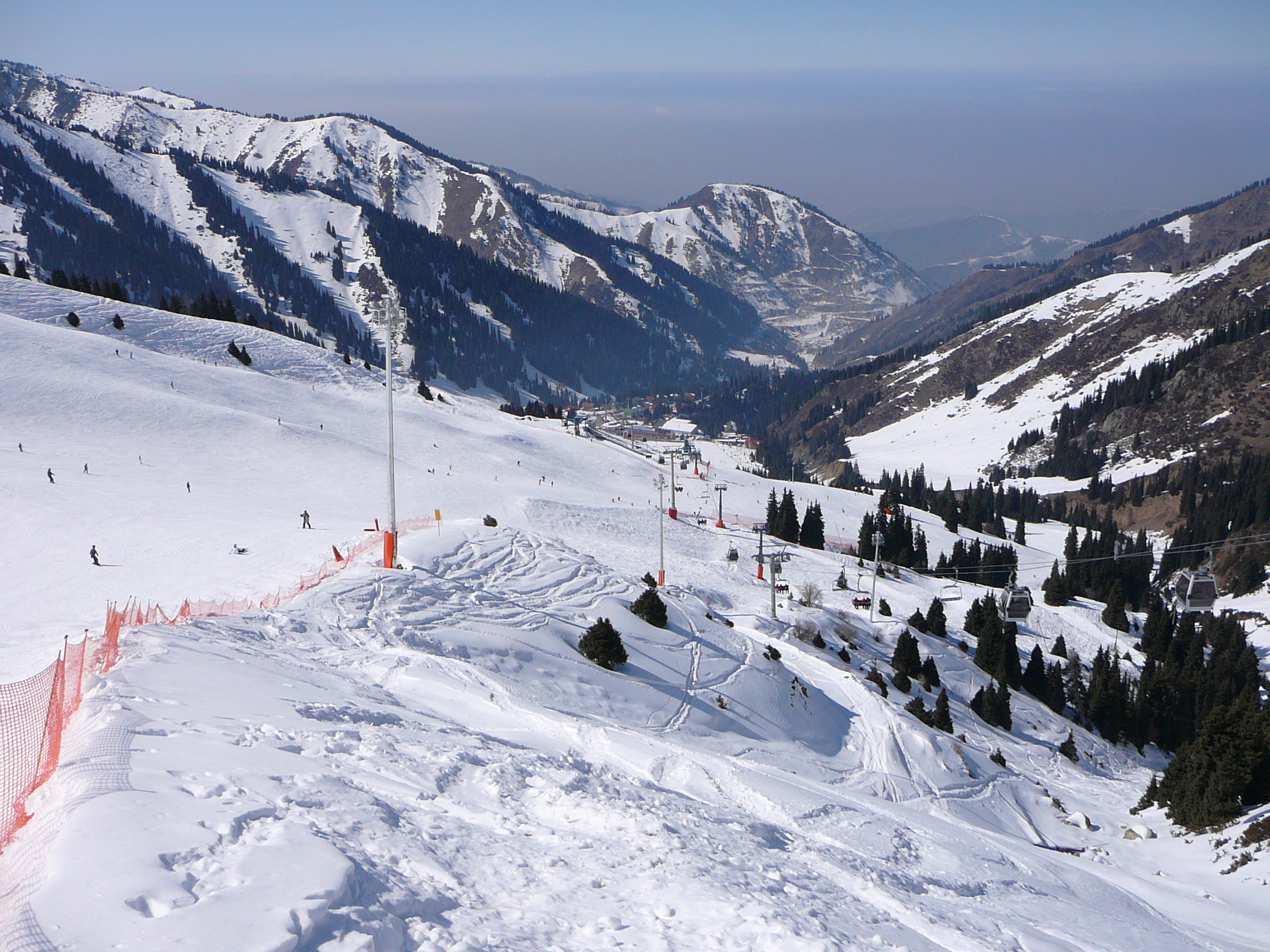
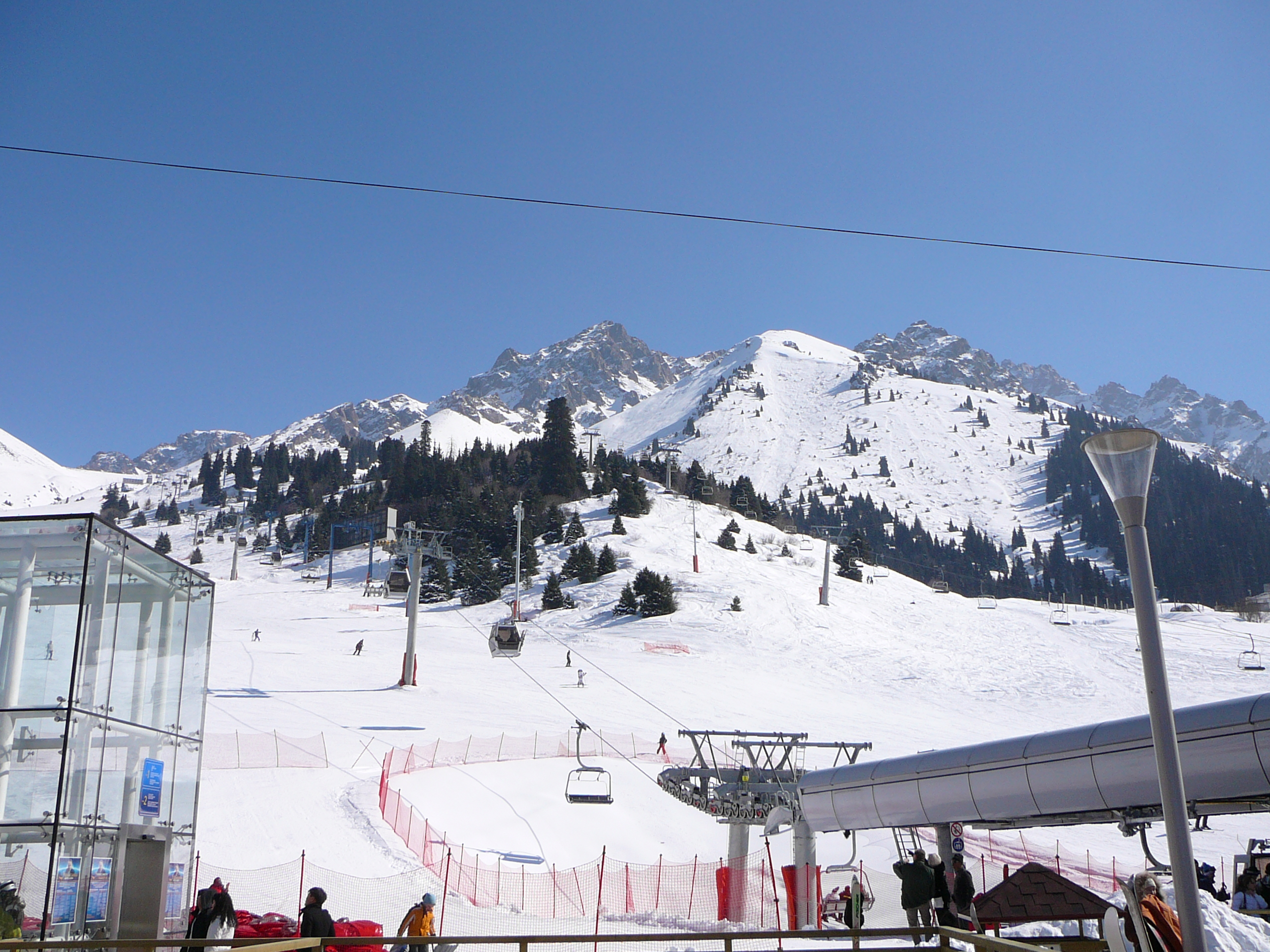
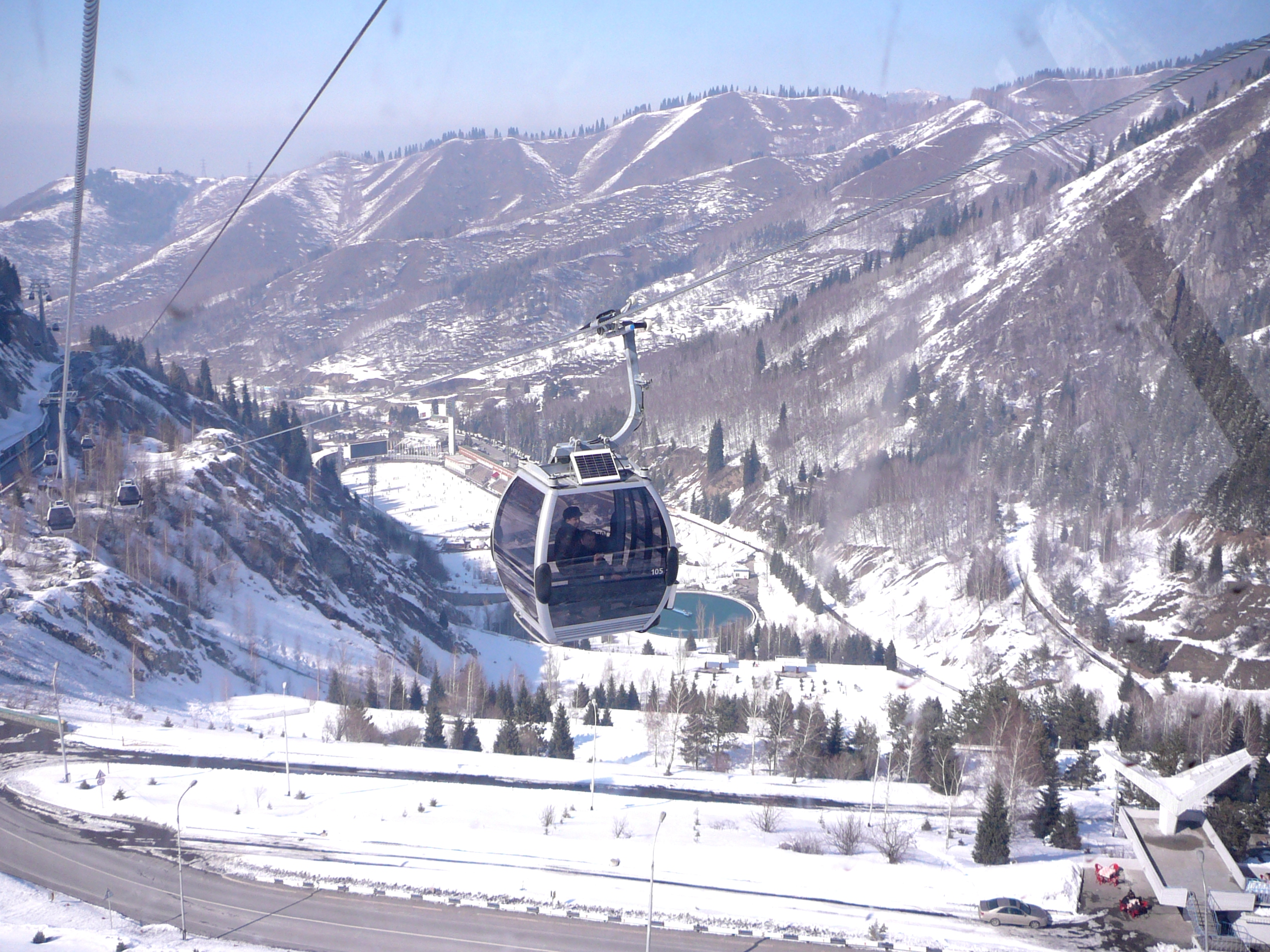
Pohled z gondoly nové lanovky, v pozadí stadion Medeo
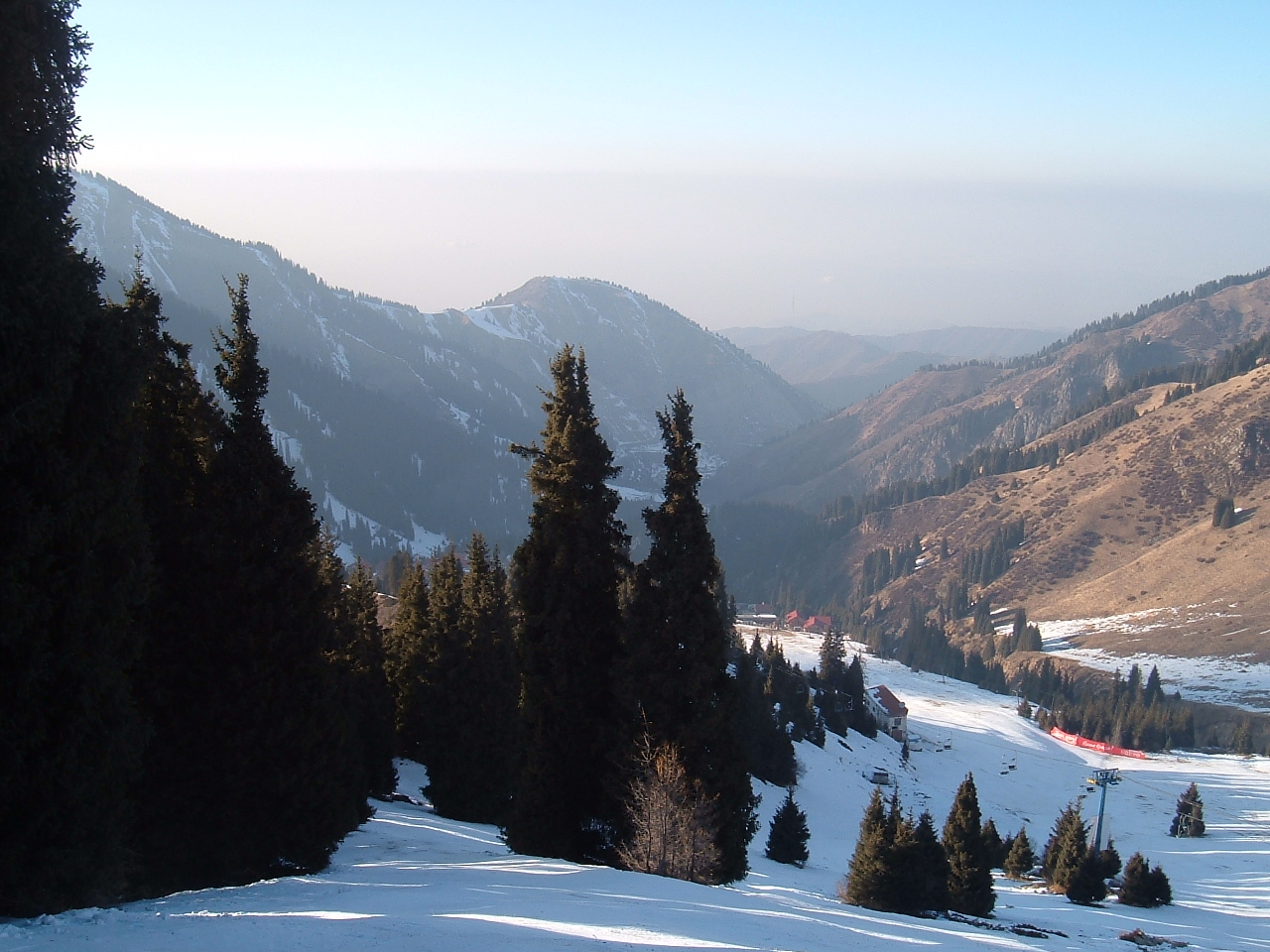